# Tigers Sports Club
Der Tigers Sports Club (meistens nur Tigers) ist ein namibischer Sportverein aus Windhoek. Der Verein wurde 1927 gegründet.

## Fußball
Die Fußballabteilung unter dem Namen Tigers Football Club (Tigers FC) wurde 1942 gegründet und spielt in der Namibia Premier League. Er hielt bis zur Sponsorenübernahme durch WesBank den Namen „United Africa Tigers“, seitdem heißt dieser „Wesbank Tigers FC“.  Die Tigers wurden in der Saison 2015/16 zum zweiten Mal nach 1985 Fußballmeister des Landes.
Trainer (Stand August 2024) ist Woody Jacobs .

### Erfolge
- Namibischer Fußballmeister: 1985, 2016
- Pokalsieger: 1995, 1996, 2015

### Internationale Teilnahmen
- African Cup Winners’ Cup: 1996 2. Runde; 1997 Vorrunde

### Bekannte Spieler
- Nelson Akwenye
- Razundara Tjikuzu
- Johannes Jantze